# 蘭道夫 (伊利諾伊州)
蘭道夫（英語：Randolph）是位於美國伊利諾伊州麥克萊恩縣的一個非建制地區。該地的面積和人口皆未知。

## 地理
蘭道夫的座標為40°22′34″N 88°58′49″W / 40.37611°N 88.98028°W，而該地的平均海拔高度為238米（即781英尺）。